# Alveolatae
Het rijk Alveolatae (Cavalier-Smith 1991/1993) omvat alle eukaryote, eencellige organismen die een membraan-omringd zakje hebben, direct onder het celmembraan: de alveoli. De functie van deze zakjes is nog onbekend.
Er worden drie stammen onderscheiden:
- Stam Ciliophora (Doflein 1901) of ciliata: worden zo genoemd om hun gebruik van trilharen of cilia om te bewegen en te eten. De ciliata hebben 2 celkernen: een micronucleus en een macronucleus. Een macronucleus bevat vaak meerdere kopieën van het genoom van de cel. Een bekend voorbeeld is het pantoffeldiertje (paramecium).
- Stam Apicomplexa (Levine 1970) of sporozoa: zijn parasieten bij dieren, en sommige veroorzaken ernstige ziekten. Ze worden gekenmerkt door een complex dat gespecialiseerde organellen bevat om gastheercellen of weefsels binnen te dringen: de 'apex'. Tot deze groep behoort ook plasmodium, de parasiet die malaria veroorzaakt.
- Stam Dinoflagellata (Bütschli 1885): vormen een deel van het fytoplankton, en worden gekenmerkt door hun flagella die zo zijn geplaatst dat de dinoflagellata draaien als ze door het water bewegen.